# Marc Millecamps
Marc Millecamps (Waregem, 9 oktober 1950) is een Belgisch voormalig profvoetballer.

## Carrière
Vanaf zijn twaalfde levensjaar speelde Marc bij KSV Waregem. Dit deed hij tot zijn 35e, waaronder enkele jaren met zijn broer Luc Millecamps. In deze jaren speelde hij zes interlands voor het Belgisch voetbalelftal. Na zijn actieve loopbaan werd Millecamps trainer bij Waregem: tweemaal als assistenttrainer, en eenmaal als hoofdcoach.

## Privé
Millecamps groeide op in Zulte en verblijft er nog steeds met zijn vrouw en 2 dochters, net over de provinciegrens waar KSV Waregem later in 2001 zou fuseren.